# Michael Slebsager
Michael Lundbye Slebsager (født 5. november 1990 i Hillerød) er en dansk skuespiller. Han har blandt andet medvirket i filmen Bertram & Co. hvor han havde rollen som Anders.
Bertram & Co. er en dansk film fra 2002, baseret på romanen af Bjarne Reuter og instrueret af Hans Kristensen.
Michael er også en dansk Tegnefilmsdubber. Han lægger stemme til mange tegnefilm samt tv-serier. I fx den amerikanske serie Hannah Montana lægger han stemme til Oliver. I den australske serie H2O (tv-serie) lægger han stemme til havfruernes ven Lewis. Af tegnefilm kan der nævnes Timmy i De Fantastiske Fehoveder, Palle i Palle Gris og mange flere.